# حصان حرب (فلم)
حصان حرب هو فيلم حربي ملحمي من إخراج ستيفن سبيلبرغ وهو مقتبس من رواية الأطفال التي تحمل نفس الاسم للكاتب البريطاني مايكل موربورغو والتي تم نشرها في عام 1982 تدور أحداثها قبل وأثناء الحرب العالمية الأولى ومن تأليف ريتشارد كيرتس
طاقم الفيلم يضم ديفيد تیولیس، توم هيدليستون، بنديكت كومبربات، جيرمي ايرفين، إيميلي واتسون، إدي مارسان، توبي کيبل، ديفيد کروس، مولان بيتر، تم إنتاج الفيلم من قبل المخرج ستيفن سبيلبرغ وكينيدي كاثلين، وإنتاج تنفيذي بواسطة فرانك مارشال وضيف عربد. على المدى الطويل سبيلبرغ المتعاونين يانوش كامينسكي، مايكل خان، وجون وليامز عملت كل على الفيلم.
الفيلم لقي نجاح في شباك التذاكر، ورشح لستة جوائز الأوسكار بما في ذلك أفضل صورة، من دون الفوز بأي جائزة الأوسكار، واثنين من جوائز غولدن غلوب.

## سيناريو الفيلم
تدور أحداث الفيلم خلال الحرب العالمية الأولى حيث الشاب (البرت) الذي يمتلك حصان يدعى (جوي) ورغم صغر سن البرت إلا أن شجاعته تفوق الحد فعقب أن باع جوي لسلاح الفرسان يتطوع حتى يتوجه إلى فرنسا لإنقاذ صديقه

## الخلفية

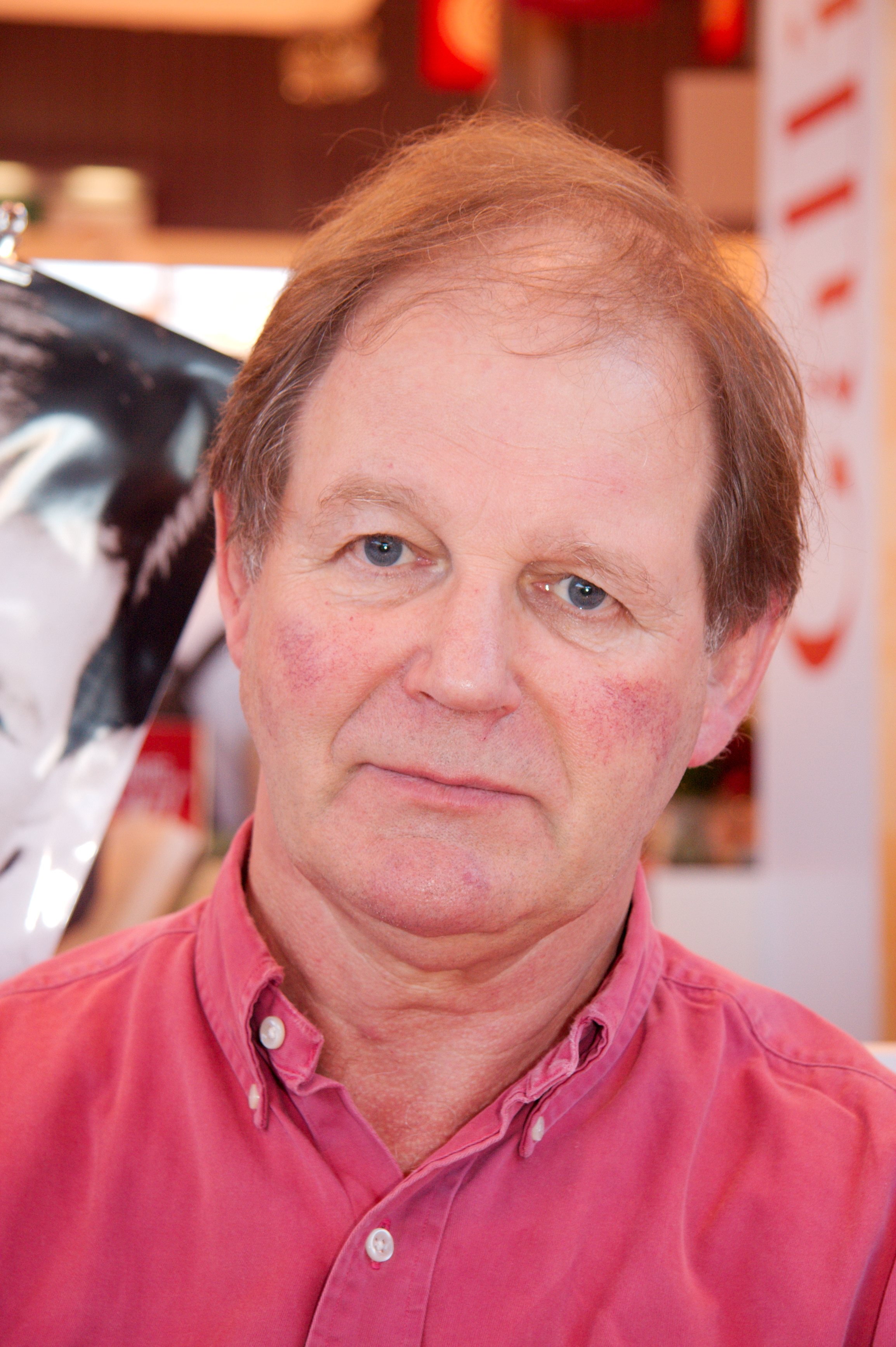
مايكل موربورغو, مؤلف الرواية التي يستند إليها الفيلم.

مايكل موربورغو كتب رواية حصان حرب للأطفال عام 1982 بعد لقائه قدامى المحاربين في الحرب العالمية الأولى في قرية ديفون حيث كان يعيش، وحيث يتواجد عدد المتطوعين للجيش البريطاني أو ما يعرف الجيش الإقليمي ظروف مروعة وفقدان الإنسانية، والحيوانية، وخلال الحرب العظمى. وحيث كان يأتي الجيش إلى القرية لشراء الخيول للمجهود الحربي: استخدمت الخيول لسلاح الفرسان، وكما حيوانات الجر، وسحب المدافع وسيارات الإسعاف وغيرها من المركبات. بحث موربورغو هذا الموضوع وتعلمت كذلك أن الخيول مليون توفي في الجانب البريطاني، وأنه استقراء شخصية العام لحالة وفاة الحصان 10000000 من جميع الأطراف. من الخيول مليون التي تم إرسالها إلى الخارج من المملكة المتحدة، وعاد فقط 62000، والباقي يموتون في الحرب، أو المذبوحة في فرنسا بالنسبة للحوم. كانت الحرب العظمى له تأثير كبير وعميق على السكان الذكور في المملكة المتحدة: 886000 الرجال ماتوا، واحد من كل ثمانية من هؤلاء الذين ذهبوا إلى الحرب، و2٪ من سكان البلاد بأسرها
حاول موربورغو تكيف الكتاب إلى سيناريو فيلم، والعمل لأكثر من خمس سنوات مع سيمون ويليامز تشانينج، ولكن في النهاية كان عليهم الاعتراف بالهزيمة، وقد نجح الكتاب تكييفها للمسرحية من قبل ستافورد نيك في عام 2007. للعمل بشكل كبير، لا يمكن للقصة أن يقال فقط من خلال وجهة نظر الحصان (كما كان في الكتاب)، وهكذا في النسخة السينمائية مع سيناريو من قبل ريتشارد كورتيس، ويستند النهج السردي من مسرحية أكثر من هذا الكتاب وخلافا للمسرحية، والتي تستخدم الخيول دمية، والفيلم يستخدم الخيول الحقيقية

## وصلات خارجية
- مقالات تستعمل روابط فنية بلا صلة مع ويكي بيانات